# Oncidium ensatum
Oncidium ensatum también llamada  "orquídea de Florida " es una especie de orquídeas del género de las Oncidium también llamado dama danzante por su labelo que se asemeja a una bailarina, de la subfamilia Epidendroideae, familia (Orchidaceae).

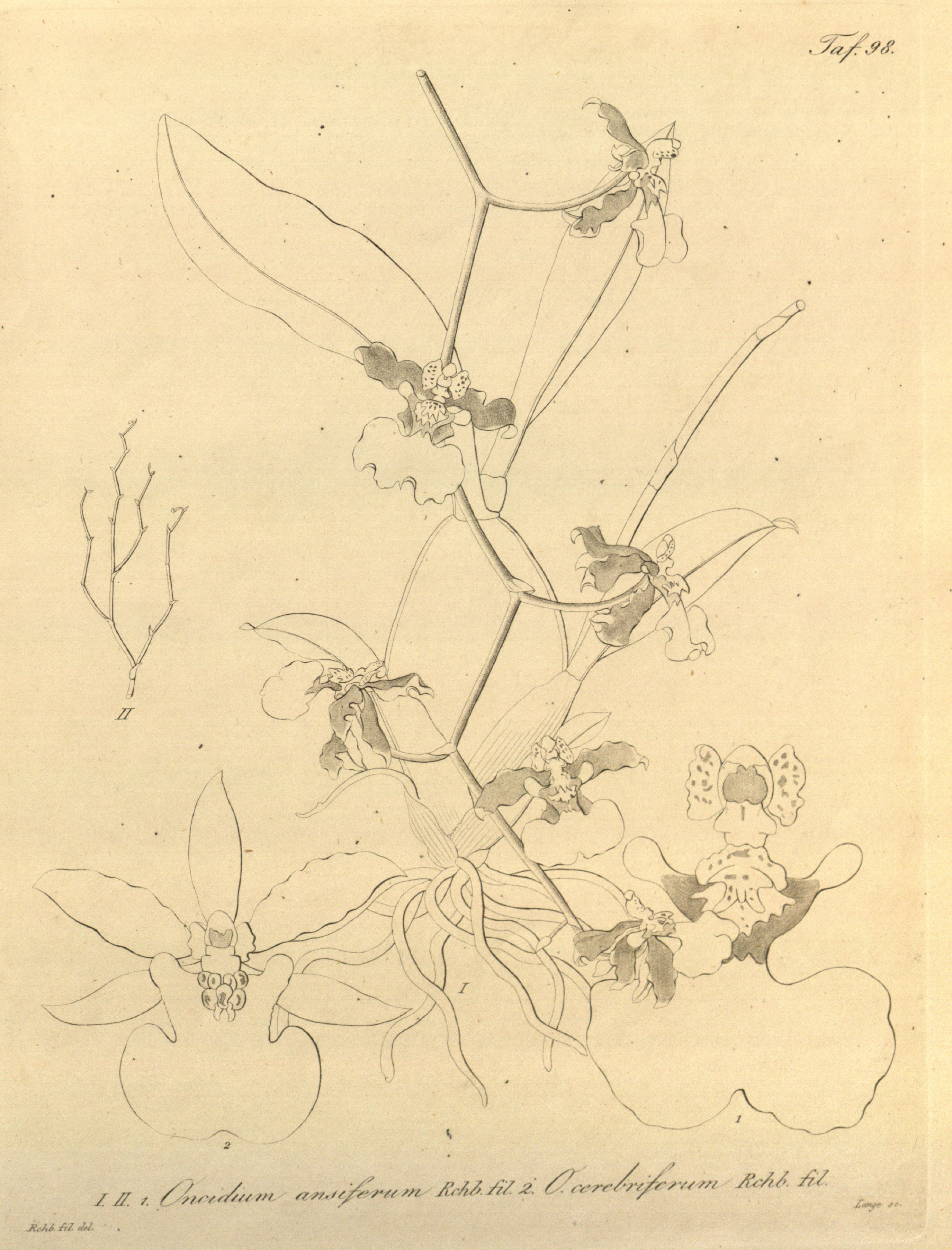
Ilustración

## Hábitat
Esta especie es oriunda del sur de la Florida y  Cuba. Orquídea epífita se desarrolla en zonas cálidas de calor húmedo tales como zonas pantanosas y en bosques de baja montaña. Se encuentra sobre los cipreces de los pantanos en el Parque nacional de los Everglades donde tiene rango de protección como especie amenazada.

## Descripción
El Oncidium ensatum es una orquídea epífita con pseudobulbos cilíndricos aplastados lateralmente de los que salen apicalmente unas hojas coriáceas estrechas oblongo linguladas, en su centro emerge una vara floral de numerosas flores de tamaño pequeño de unos 2 cm. Posee numerosos  tallos florales paniculados numerosas flores de un amarillo intenso por rama o racimo.

## Cultivo
Tiene preferencia de aire húmedo, con mucha claridad o con sombra moderada. Se pueden poner en el exterior como los Cymbidium para forzar la floración. 
Florecen en enero y febrero en su hábitat. En el hemisferio norte en Otoño y en Invierno.

## Taxonomía
Oncidium ensatum fue descrita por John Lindley  y publicado en Edwards's Botanical Register 28: misc. 17. 1842.
Etimología
Ver: Oncidium, Etimología
ensatum: epíteto latíno que significa "como una espada".
Sinonimia
- Oncidium floridanum Ames
- Oncidium cerebriferum Rchb.f. (1852)
- Oncidium confusum Rchb.f. (1858)
- Cyrtopodium verrucosum Griseb. (1866)[3][4][5]